# Araneus wulongensis
Araneus wulongensis är en spindelart som beskrevs av Song och Zhu 1992. Araneus wulongensis ingår i släktet Araneus och familjen hjulspindlar. Inga underarter finns listade i Catalogue of Life.